# Wlastimil Hofman
Wlastimil Hofman (27 tháng 4 năm 1881 – 6 tháng 3 năm 1970) là một họa sĩ người Ba Lan.

## Tiểu sử
Wlastimil Hofman được sinh ra ở Praha. Cha ông Ferdinand Hofmann là người Séc còn mẹ ông, bà Teofila Muzyk Terlecka là người Ba Lan. Năm 1889, gia đình ông chuyển đến sinh sống ở Kraków, Ba Lan. Năm 1896, Wlastimil Hofman bắt đầu học tại Học viện Mỹ thuật ở Kraków.
Năm 1899, Hofman bắt đầu học vẽ tại Trường nghệ thuật quốc tế Beaux-Arts de Paris tại thủ đô Paris. Ông ra mắt tác phẩm đầu tay tại một cuộc triển lãm vào năm 1902. Sau đó, ộng cũng góp mặt tại các cuộc triển lãm khác ở Munich, Amsterdam, Rome, Berlin, Praha, Vienna và Warsaw. Sau khi chiến tranh thế giới thứ nhất bùng nổ, vào giai đoạn 1914-1920, ông sinh sống ở Praha và sau đó là ở Paris. Hofman kết hôn với bà Ada Goller vào năm 1919. Hofman cũng tham gia sự kiện vẽ tranh trong cuộc thi nghệ thuật tại Thế vận hội mùa hè 1928.
Wlastimil Hofman quay trở lại Kraków vào tháng 6 năm 1946. Vào tháng 7 năm 1947, dựa theo gợi ý từ một người bạn, gia đình Hofman chuyển đến sống tại một ngôi nhà ở vùng núi Sudety thuộc Vườn quốc gia Karkonosze. Trong giai đoạn 1953-1963, ông nhận vẽ các bức tranh tôn giáo cho nhà thờ ở địa phương. Ông cũng sáng tác nhiều bức tranh chân dung về chủ đề người dân địa phương, những người chơi thể thao và đặc biệt là các cầu thủ bóng đá của đội Wisła Kraków mà ông yêu thích.